# Államok vezetőinek listája 1996-ban
Ezen az oldalon az 1996-ban fennálló államok vezetőinek névsora olvasható földrészek, majd országok szerinti bontásban.

## Európa
- Albánia (köztársaság)
  - Államfő - Sali Berisha (1992–1997), lista
  - Kormányfő - Aleksandër Meksi (1992–1997), lista
- Andorra (parlamentáris társhercegség)
  - Társhercegek
    - Francia társherceg - Jacques Chirac (1995–2007), lista
    - Episzkopális társherceg - Joan Martí i Alanis (1971–2003), lista

  - Kormányfő - Marc Forné Molné (1994–2005), lista
- Ausztria (szövetségi köztársaság)
  - Államfő - Thomas Klestil (1992–2004), lista
  - Kancellár - Franz Vranitzky (1986–1997), szövetségi kancellár lista
- Azerbajdzsán (köztársaság)
  - Államfő - Heydər Əliyev (1993–2003), lista
  - Kormányfő - 
    1. Fuad Quliyev (1994–1996)
    2. Artur Rasizade (1996–2003), lista

  -  Hegyi-Karabah Köztársaság (részlegesen elismert szakadár állam)
    - Államfő - Robert Kocsarján (1994–1997), lista
    - Miniszterelnök - Leonard Petroszján (1994–1998), lista
- Belgium (parlamentáris monarchia)
  - Uralkodó - II. Albert király (1993–2013)
  - Kormányfő - Jean-Luc Dehaene (1992–1999), lista
- Bosznia-Hercegovina (szövetségi köztársaság)
  - Államfő - 
    1. Alija Izetbegović (1990–1996)[1]
    2. Bosznia-Hercegovina Elnöksége elnökeinek listája (1996–)

    - Bosznia-hercegovinai Föderáció – Kresimir Zubak (1994–1997)
    - Bosznia-hercegovinai Szerb Köztársaság – 
      1. Radovan Karadžić (1992–1996)
      2. Biljana Plavšić (1996–1998), lista

  - Miniszterelnök - 
    1. Haris Silajdžić (1993–1996)
    2. Hasan Muratović (1996–1997), lista

    - Bosznia-hercegovinai Föderáció – 
      1. Haris Silajdžić (1994–1996)
      2. Izudin Kapetanović (1996)
      3. Edhem Bicakčić (1996–2001), lista

    - Bosznia-hercegovinai Szerb Köztársaság – 
      1. Rajko Kasagić (1995–1996)
      2. Gojko Klićković (1996–1998), lista

  - Nemzetközi főképviselő – Carl Bildt (1995–1997)
- Bulgária (köztársaság)
  - Államfő - Zselju Zselev (1990–1997), lista
  - Kormányfő - Zsan Videnov (1995–1997), lista
- Ciprus (köztársaság)
  - Államfő - Gláfkosz Klirídisz (1993–2003), lista
  -  Észak-Ciprus (szakadár állam, csak Törökország ismeri el)
    - Államfő - Rauf Raif Denktaş (1975–2005), lista
    - Kormányfő - 
      1. Hakkı Atun (1994–1996)
      2. Derviş Eroğlu (1996–2004), lista
- Csehország (köztársaság)
  - Államfő - Václav Havel (1993–2003), lista
  - Kormányfő - Václav Klaus (1992–1997), lista
- Dánia (parlamentáris monarchia)
  - Uralkodó - II. Margit királynő (1972–2024)
  - Kormányfő - Poul Nyrup Rasmussen (1993–2001), lista
  -  Feröer
    - Kormányfő – Edmund Joensen (1994–1998), lista

  -  Grönland
    - Kormányfő – Lars Emil Johansen (1991–1997), lista
- Egyesült Királyság (parlamentáris monarchia)
  - Uralkodó - II. Erzsébet Nagy-Britannia királynője (1952–2022)
  - Kormányfő - John Major (1990–1997), lista
  -  Gibraltár (brit tengerentúli terület)
    - Kormányzó - Sir Hugo White (1995–1997), lista
    - Főminiszter - 
      1. Joe Bossano (1988–1996)
      2. Peter Caruana (1996–2011), lista

  -  Guernsey Bailiffség (brit koronafüggőség)
    - Alkormányzó - Sir John Coward (1994–2000), lista

  -  Jersey Bailiffség (brit koronafüggőség)
    - Alkormányzó - Sir Michael Wilkes (1995–2001), lista

  -  Man-sziget (brit koronafüggőség)
    - Alkormányzó - Sir Timothy Daunt (1995–2000), lista
    - Főminiszter - 
      1. Miles Walker (1986–1996)
      2. Donald Gelling (1996–2001), lista
- Észtország (köztársaság)
  - Államfő - Lennart Meri (1992–2001), lista
  - Kormányfő - Tiit Vähi (1995–1997), lista
- Fehéroroszország (köztársaság)
  - Államfő – Aljakszandr Lukasenka (1994–), lista
  - Kormányfő – Mihail Csihir (1994–1997), lista
- Finnország (köztársaság)
  - Államfő - Martti Ahtisaari (1994–2000), lista
  - Kormányfő - Paavo Lipponen (1995–2003), lista
  -  Åland
    - Kormányfő – Roger Janssen (1995–1999)
- Franciaország (köztársaság)
  - Államfő - Jacques Chirac (1995–2007), lista
  - Kormányfő - Alain Juppé (1995–1997), lista
- Görögország (köztársaság)
  - Államfő- Konsztantinosz Sztephanopulosz (1995–2005), lista
  - Kormányfő - 
    1. Andréasz Papandréu (1993–1996)
    2. Kosztasz Szimitisz (1996–2004), lista
- Grúzia (köztársaság)
  - Államfő - Eduard Sevardnadze (1992–2003), lista
  - Kormányfő - Niko Lekisvili (1995–1998), lista
  -  Abházia (nemzetközileg el nem ismert állam)
    - Államfő - Vlagyiszlav Ardzinba (1990–2005),[2] lista
    - Kormányfő - Gennagyij Gagulia (1995–1997), lista

  - Adzsaria (nemzetközileg el nem ismert állam)
    - Államfő – Aszlan Abasidze (1991–2004)

  -  Dél-Oszétia (nemzetközileg el nem ismert állam)
    - Elnök - Ljudvig Csibirov (1993–2001), lista
    - Miniszterelnök - 
      1. Vlagyiszlav Gabarajev (1995–1996)
      2. Alekszandr Savlohov (1996–1998), lista
- Hollandia (parlamentáris monarchia)
  - Uralkodó - Beatrix királynő (1980–2013)
  - Miniszterelnök - Wim Kok (1994–2002), lista
  -  Holland Antillák (a Holland Királyság tagállama)
    - lásd Észak-Amerikánál

  -  Aruba (a Holland Királyság tagállama)
    - lásd Észak-Amerikánál
- Horvátország (köztársaság)
  - Államfő - Franjo Tuđman (1990–1999),[3] lista
  - Kormányfő - Zlatko Mateša (1995–2000), lista
- Izland (köztársaság)
  - Államfő - 
    1. Vigdís Finnbogadóttir (1980–1996)
    2. Ólafur Ragnar Grímsson (1996–2016), lista

  - Kormányfő - Davíð Oddsson (1991–2004), lista
- Írország (köztársaság)
  - Államfő - Mary Robinson (1990–1997), lista
  - Kormányfő - John Bruton (1994–1997), lista
- Jugoszlávia (köztársaság)
  - Államfő - Zoran Lilić (1993–1997), lista
  - Kormányfő - Radoje Kontić (1993–1998), lista
  - Koszovó (el nem ismert szakadár állam)
    - Államfő - Ibrahim Rugova (1992–2000), lista
    - Kormányfő - Bujar Bukoshi (1991–2000), lista
- Lengyelország (köztársaság)
  - Államfő - Aleksander Kwaśniewski (1995–2005), lista
  - Kormányfő - 
    1. Józef Oleksy (1995–1996)
    2. Włodzimierz Cimoszewicz (1996–1997), lista
- Lettország (köztársaság)
  - Államfő - Guntis Ulmanis (1993–1999), lista
  - Kormányfő - Andris Šķēle (1995–1997), lista
- Liechtenstein
  - Uralkodó - II. János Ádám, herceg (1989–)
  - Kormányfő - Mario Frick (1993–2001), lista
- Litvánia (köztársaság)
  - Államfő - Algirdas Brazauskas (1992–1998), lista
  - Kormányfő - 
    1. Adolfas Šleževičius (1993–1996)
    2. Gediminas Vagnorius (1996–1999), lista
- Luxemburg (parlamentáris monarchia)
  - Uralkodó - János nagyherceg (1964–2000)
  - Kormányfő - Jean-Claude Juncker (1995–2013), lista
- Észak-Macedónia (köztársaság)
  - Államfő - Kiro Gligorov (1995–1999), lista
  - Kormányfő - Branko Crvenkovski (1992–1998), lista
- Magyarország (köztársaság)
  - Államfő - Göncz Árpád (1990–2000), lista
  - Kormányfő - Horn Gyula (1994–1998), lista
- Málta (köztársaság)
  - Államfő - Ugo Mifsud Bonnici (1994–1999), lista
  - Kormányfő - 
    1. Edward Fenech Adami (1987–1996)
    2. Alfred Sant (1996–1998), lista
- Moldova (köztársaság)
  - Államfő - Mircea Snegur (1989–1997), lista
  - Kormányfő - Andrei Sangheli (1992–1997), lista
  -  Dnyeszter Menti Köztársaság (el nem ismert szakadár állam)
    - Elnök - Igor Szmirnov (1990–2011),[4] kombinált lista

  -  Gagauzia
    - Elnök – Gheorghe Tabunscic (1995–1999)
- Monaco
  - Uralkodó - III. Rainier herceg (1949–2005)
  - Államminiszter - Paul Dijoud (1994–1997), lista
- Németország (szövetségi köztársaság)
  - Államfő - Roman Herzog (1994–1999), lista
  - Kancellár - Helmut Kohl (1982–1998), lista
- Norvégia (parlamentáris monarchia)
  - Uralkodó - V. Harald király (1991–)
  - Kormányfő - 
    1. Gro Harlem Brundtland (1990–1996)
    2. Thorbjørn Jagland (1996–1997), lista
- Olaszország (köztársaság)
  - Államfő - Oscar Luigi Scalfaro (1992–1999), lista
  - Kormányfő - 
    1. Lamberto Dini (1995–1996)
    2. Romano Prodi (1996–1998), lista
- Oroszország (köztársaság)
  - Államfő - Borisz Jelcin (1990–1999),[5] lista
  - Kormányfő - Viktor Csernomirgyin (1992–1998), lista
  -  Icskéria Csecsen Köztársaság (el nem ismert szakadár állam)
    - Államfő – 
      1. Dzsohar Dudajev (1991–1996)
      2. Zelimhan Jandarbijev (1996–1997), lista
- Örményország (köztársaság)
  - Államfő - Levon Ter-Petroszján (1990–1998),[6] lista
  - Kormányfő -
    1. Hrant Bagratján (1993–1996)
    2. Armen Sargszján (1996–1997), lista
- Portugália (köztársaság)
  - Államfő - 
    1. Mário Soares (1986–1996)
    2. Jorge Sampaio (1996–2006), lista

  - Kormányfő - António Guterres (1995–2002), lista
- Románia (köztársaság)
  - Államfő - 
    1. Ion Iliescu (1989–1996)
    2. Emil Constantinescu (1996–2000), lista

  - Kormányfő - 
    1. Nicolae Văcăroiu (1992–1996)
    2. Victor Ciorbea (1996–1998), lista
- San Marino (köztársaság)
  - Régenskapitányok
- Spanyolország (parlamentáris monarchia)
  - Uralkodó - I. János Károly király (1975–2014)
  - Kormányfő - 
    1. Felipe Gonzáles (1982–1996)
    2. José María Aznar (1996–2004), lista
- Svájc (konföderáció)
  - Szövetségi Tanács:[7]
Jean-Pascal Delamuraz (1983–1998), elnök, Arnold Koller (1986–1999), Flavio Cotti (1986–1999), Adolf Ogi (1987–2000), Kaspar Villiger (1989–2003), Ruth Dreifuss (1993–2002), Moritz Leuenberger (1995–2010)
- Svédország (parlamentáris monarchia)
  - Uralkodó - XVI. Károly Gusztáv király (1973–)
  - Kormányfő - 
    1. Ingvar Carlsson (1994–1996)
    2. Göran Persson (1996–2006), lista
- Szlovákia (köztársaság)
  - Államfő – Michal Kováč (1993–1998), lista
  - Kormányfő – Vladimír Mečiar (1994–1998), lista
- Szlovénia (köztársaság)
  - Államfő - Milan Kučan (1990–2002),[8] lista
  - Kormányfő - Janez Drnovšek (1992–2000), lista
- Ukrajna (köztársaság)
  - Államfő - Leonyid Kucsma (1994–2005), lista
  - Kormányfő - 
    1. Jevhen Marcsuk (1995–1996)
    2. Pavlo Lazarenko (1996–1997), lista

  -  Krími Autonóm Köztársaság
    - Elnök – 
      1. Jevhen Volodimirovics Szuprunyuk  (1995–1996)
      2. Vaszil Olekszijovics Kiszeljov (1996–1997)

    - Kormányfő – 
      1. Anatolij Francsuk (1994–1996)
      2. Arkagyij Fedorovics Demidenko (1996–1997)
- Vatikán (abszolút monarchia)
  - Uralkodó - II. János Pál pápa (1978–2005)
  - Államtitkár - Angelo Sodano (1990–2006), lista

## Afrika
- Algéria (köztársaság)
  - Államfő - Liamine Zéroual (1994–1999), lista
  - Kormányfő - Ahmed Ujahia (1995–1998), lista
- Angola (köztársaság)
  - Államfő - José Eduardo dos Santos (1979–2017), lista
  - Kormányfő - 
    1. Marcolino Moco (1992–1996)
    2. Fernando José de França Dias Van-Dúnem (1996–1999), lista
- Benin (köztársaság)
  - Államfő - 
    1. Nicéphore Soglo (1991–1996)
    2. Mathieu Kérékou (1996–2006), lista
- Bissau-Guinea (köztársaság)
  - Államfő - João Bernardo Vieira (1984–1999), lista
  - Kormányfő - Manuel Saturnino da Costa (1994–1997), lista
- Botswana (köztársaság)
  - Államfő - Quett Masire (1980–1998), lista
- Burkina Faso (köztársaság)
  - Államfő - Blaise Compaoré (1987–2014), lista
  - Kormányfő - 
    1. Roch Marc Christian Kaboré (1994–1996)
    2. Kadré Désiré Ouedraogo (1996–2000), lista
- Burundi (köztársaság)
  - Államfő - 
    1. Sylvestre Ntiybantunganya (1994–1996)
    2. Pierre Buyoya (1996–2003), lista

  - Kormányfő –
    1. Antoine Nduwayo (1994–1996)
    2. Pascal-Firmin Ndimira (1996–1998), lista
- Csád (köztársaság)
  - Államfő - Idriss Déby (1990–2021), lista
  - Kormányfő - Koibla Djimasta (1995–1997), lista
- Comore-szigetek (köztársaság)
  - Államfő - 
    1. Caabi El-Yachroutu Mohamed (1995–1996)
    2. Said Mohamed Djohar (1996)
    3. Mohamed Taki Abdoulkarim (1996–1998), lista

  - Kormányfő -
    1. Caabi El-Yachroutu Mohamed (1995–1996)
    2. Tadjidine Ben Said Massounde (1996)
    3. Ahmed Abdou (1996–1997), lista
- Dél-afrikai Köztársaság (köztársaság)
  - Államfő - Nelson Mandela (1994–1999), lista
- Dzsibuti (köztársaság)
  - Államfő - Hassan Gouled Aptidon (1977–1999), lista
  - Kormányfő - Barkat Gourad Hamadou (1978–2001), lista
- Egyenlítői-Guinea (köztársaság)
  - Államfő - Teodoro Obiang Nguema Mbasogo (1979–), lista
  - Kormányfő - 
    1. Silvestre Siale Bileka (1992–1996)
    2. Ángel Serafín Seriche Dougan (1996–2001), lista
- Egyiptom (köztársaság)
  - Államfő - Hoszni Mubárak (1981–2011), lista
  - Kormányfő - 
    1. Atef Sedki (1986–1996)
    2. Kamal Ganzouri (1996–1999), lista
- Elefántcsontpart (köztársaság)
  - Államfő - Henri Konan Bédié (1993–1999), lista
  - Kormányfő - Daniel Kablan Duncan (1993–1999), lista
- Eritrea (köztársaság)
  - Államfő - Isaias Afewerki (1991–),[9] lista
- Etiópia (köztársaság)
  - Államfő - Negasso Gidada (1995–2001), lista
  - Kormányfő - Meles Zenawi (1995–2012), lista
- Gabon (köztársaság)
  - Államfő - Omar Bongo (1967–2009), lista
  - Kormányfő - Paulin Obame-Nguema (1994–1999), lista
- Gambia (köztársaság)
  - Államfő - Yahya Jammeh (1994–2017), lista
- Ghána (köztársaság)
  - Államfő- Jerry Rawlings (1981–2001), lista
- Guinea (köztársaság)
  - Államfő - Lansana Conté (1984–2008), lista
  - Kormányfő - Sidya Touré (1996–1999), lista
- Kamerun (köztársaság)
  - Államfő - Paul Biya (1982–), lista
  - Kormányfő - 
    1. Simon Achidi Achu (1992–1996)
    2. Peter Mafany Musonge (1996–2004), lista
- Kenya (köztársaság)
  - Államfő - Daniel arap Moi (1978–2002), lista
- Kongói Köztársaság (Kongó-Brazzaville) (köztársaság)
  - Államfő - Pascal Lissouba (1992–1997), lista
  - Kormányfő – 
    1. Joachim Yhombi-Opango (1993–1996)
    2. Charles David Ganao (1996–1997), lista
- Közép-afrikai Köztársaság (köztársaság)
  - Államfő - Ange-Félix Patassé (1993–2003), lista
  - Kormányfő - 
    1. Gabriel Koyambounou (1995–1996)
    2. Jean-Paul Ngoupandé (1996–1997), lista
- Lesotho (alkotmányos monarchia)
  - Uralkodó - 
    1. II. Moshoeshoe király (1995–1996)
    2. III. Letsie király (1996–)

  - Kormányfő - Ntsu Mokhehle (1994–1998), lista
- Libéria (köztársaság)
  - Államfő - 
    1. Wilton Sankawulo (1995–1996)
    2. Ruth Perry (1996–1997), lista
- Líbia (köztársaság)
  - De facto országvezető - Moammer Kadhafi (1969–2011), lista
  - Névleges államfő - Muhammad az-Zanati (1992–2008), Líbia Népi Kongresszusa főtitkára
  - Kormányfő - Abdul Madzsid al-Káúd (1994–1997), lista
- Madagaszkár (köztársaság)
  - Államfő - 
    1. Albert Zafy (1993–1996)
    2. Norbert Ratsirahonana (1996–1997), lista

  - Kormányfő - 
    1. Emmanuel Rakotovahiny (1995–1996)
    2. Norbert Ratsirahonana (1996–1997), lista
- Malawi (köztársaság)
  - Államfő - Bakili Muluzi (1994–2004), lista
- Mali (köztársaság)
  - Államfő - Alpha Oumar Konaré (1992–2002), lista
  - Kormányfő - Ibrahim Boubacar Keïta (1994–2000), lista
- Marokkó (alkotmányos monarchia)
  - Uralkodó - II. Haszan király (1961–1999)
  - Kormányfő - Abdellatif Filali (1994–1998), lista
  -  Nyugat-Szahara (részben elismert állam)
    - Államfő - Mohamed Abdelaziz (1976–2016), lista
    - Kormányfő - Mahfoud Ali Beiba (1995–1999), lista
- Mauritánia (köztársaság)
  - Államfő - Maaouya Ould Sid'Ahmed Taya (1984–2005), lista
  - Kormányfő - 
    1. Sidi Mohamed Ould Boubacar (1992–1996)
    2. El Avia Ould Mohamed Khouna (1996–1997), lista
- Mauritius (köztársaság)
  - Államfő - Cassam Uteem (1992–2002), lista
  - Kormányfő - Navin Ramgoolam (1995–2000), lista
- Mayotte (Franciaország tengerentúli megyéje)
  - Prefektus - 
    1. Alain Weil (1994–1996)
    2. Philippe Boisadam (1996–1998), lista

  - A Területi Tanács elnöke - Younoussa Bamana (1991–2004)
- Mozambik (köztársaság)
  - Államfő - Joaquim Chissano (1986–2005), lista
  - Kormányfő - Pascoal Mocumbi (1994–2004), lista
- Namíbia (köztársaság)
  - Államfő - Sam Nujoma (1990–2005), lista
  - Kormányfő - Hage Geingob (1990–2002), lista
- Niger (köztársaság)
  - Államfő - 
    1. Mahamane Ousmane (1993–1996)
    2. Ibrahim Baré Maïnassara (1996–1999), lista

  - Kormányfő - 
    1. Hama Amadou (1995–1996)
    2. Boukary Adji (1996)
    3. Amadou Cissé (1996–1997), lista
- Nigéria (köztársaság)
  - Államfő - Sani Abacha (1993–1998), lista
- Ruanda (köztársaság)
  - Államfő - Pasteur Bizimungu (1994–2000), lista
  - Kormányfő - Pierre-Célestin Rwigema (1995–2000), lista
- São Tomé és Príncipe (köztársaság)
  - Államfő - Miguel Trovoada (1995–2001), lista
  - Kormányfő - 
    1. Armindo Vaz d'Almeida (1995–1996)
    2. Raul Bragança Neto (1996–1999), lista
- Seychelle-szigetek (köztársaság)
  - Államfő - France-Albert René (1977–2004), lista
- Sierra Leone (köztársaság)
  - Államfő - 
    1. Valentine Strasser (1992–1996)
    2. Julius Maada Bio (1996)
    3. Ahmad Tejan Kabbah (1996–1997), lista
- Szenegál (köztársaság)
  - Államfő - Abdou Diouf (1981–2000), lista
  - Kormányfő - Habib Thiam (1991–1998), lista
- Szent Ilona, Ascension és Tristan da Cunha (Egyesült Királyság tengerentúli területe)
  - Kormányzó - David Smallman (1995–1999), lista
- Szomália (köztársaság)
  - nincs működő központi kormányzata
  -  Szomáliföld (el nem ismert szakadár állam)
    - Államfő - Muhammad Haji Ibrahim Egal (1993–2002), lista
- Szudán (köztársaság)
  - Államfő - Omar el-Basír (1989–2019), lista
- Szváziföld (abszolút monarchia)
  - Uralkodó - II. Mswati, király (1986–)
  - Kormányfő - 
    1. Jameson Mbilini Dlamini (1993–1996)
    2. Barnabas Sibusiso Dlamini (1996–2003), lista
- Tanzánia (köztársaság)
  - Államfő - Benjamin Mkapa (1995–2005), lista
  - Kormányfő - Frederick Sumaye (1995–2005), lista
  -  Zanzibár
    - Államfő – Salmin Amour (1990–2000), elnök
    - Kormányfő – Mohamed Gharib Bilal (1995–2000), főminiszter
- Togo (köztársaság)
  - Államfő - Gnassingbé Eyadéma (1967–2005), lista
  - Kormányfő - 
    1. Edem Kodjo (1994–1996)
    2. Kwassi Klutse (1996–1999), lista
- Tunézia (köztársaság)
  - Államfő - Zín el-Ábidín ben Ali (1987–2011), lista
  - Kormányfő - Hamed Karoui (1989–1999), lista
- Uganda (köztársaság)
  - Államfő - Yoweri Museveni (1986–), lista
  - Kormányfő - Kintu Musoke (1994–1999), lista
- Zaire (köztársaság)
  - Államfő - Mobutu Sese Seko (1965–1997), lista
  - Kormányfő - Kengo Wa Dondo (1994–1997), lista
- Zambia (köztársaság)
  - Államfő - Frederick Chiluba (1991–2002), lista
- Zimbabwe (köztársaság)
  - Államfő - Robert Mugabe (1987–2017), lista
- Zöld-foki Köztársaság (köztársaság)
  - Államfő - António Mascarenhas Monteiro (1991–2001), lista
  - Kormányfő - Carlos Veiga (1991–2000), lista

## Dél-Amerika
- Argentína (köztársaság)
  - Államfő - Carlos Menem (1989–1999), lista
- Bolívia (köztársaság)
  - Államfő - Gonzalo Sánchez de Lozada (1993–1997), lista
- Brazília (köztársaság)
  - Államfő - Fernando Henrique Cardoso (1995–2003), lista
- Chile (köztársaság)
  - Államfő - Eduardo Frei Ruiz-Tagle (1994–2000), lista
- Ecuador (köztársaság)
  - Államfő - 
    1. Sixto Durán Ballén (1992–1996)
    2. Abdalá Bucaram (1996–1997), lista
- Falkland-szigetek (Az Egyesült Királyság tengerentúli területe)
  - Kormányzó - 
    1. David Tatham (1992–1996)
    2. Richard Ralph (1996–1999), lista

  - Kormányfő - Andrew Gurr (1994–1999), lista
- Guyana (köztársaság)
  - Államfő - Cheddi Jagan (1992–1997), lista
  - Miniszterelnök - Sam Hinds (1992–1999), lista
- Kolumbia (köztársaság)
  - Államfő - Ernesto Samper (1994–1998), lista
- Paraguay (köztársaság)
  - Államfő - Juan Carlos Wasmosy (1993–1998), lista
- Peru (köztársaság)
  - Államfő - Alberto Fujimori (1990–2000), lista
  - Kormányfő - 
    1. Dante Cordova (1995–1996)
    2. Alberto Pandolfi (1996–1999), lista
- Suriname (köztársaság)
  - Államfő - 
    1. Ronald Venetiaan (1991–1996)
    2. Jules Wijdenbosch (1996–2000), lista
- Uruguay (köztársaság)
  - Államfő - Julio María Sanguinetti (1995–2000), lista
- Venezuela (köztársaság)
  - Államfő - Rafael Caldera (1994–1999), lista

## Észak- és Közép-Amerika
- Amerikai Egyesült Államok (köztársaság)
  - Államfő - Bill Clinton (1993–2001), lista
  -  Puerto Rico (Az Egyesült Államok társult állama)
    - Kormányzó - Pedro Rosselló (1993–2001), lista

  -  Amerikai Virgin-szigetek (Az Egyesült Államok társult állama)
    - Kormányzó - Roy L. Schneider (1995–1999), lista
- Anguilla (Az Egyesült Királyság tengerentúli területe)
  - Kormányzó - 
    1. Alan Hoole (1995–1996)
    2. Robert Harris (1996–2000), lista

  - Főminiszter - Hubert Hughes (1994–2000)
- Antigua és Barbuda (parlamentáris monarchia)
  - Uralkodó - II. Erzsébet királynő, Antigua és Barbuda királynője, (1981–2022)
  - Főkormányzó - Sir James Carlisle (1993–2007), lista
  - Kormányfő - Lester Bird (1994–2004), lista
- Aruba (A Holland Királyság társult állama)
  - Uralkodó - Beatrix királynő, Aruba királynője, (1980–2013)
  - Kormányzó - Olindo Koolman (1992–2004), lista
  - Miniszterelnök - Henny Eman (1994–2001), lista
- Bahama-szigetek (parlamentáris monarchia)
  - Uralkodó - II. Erzsébet királynő, a Bahama-szigetek királynője (1973–2022)
  - Főkormányzó - Sir Orville Turnquest (1995–2001), lista
  - Kormányfő - Hubert Ingraham (1992–2002), lista
- Barbados (parlamentáris monarchia)
  - Uralkodó - II. Erzsébet királynő, Barbados királynője (1966–2021)
  - Főkormányzó - 
    1. Sir Denys Williams (1995–1996)
    2. Sir Clifford Husbands (1996–2011), lista

  - Kormányfő - Owen Arthur (1994–2008), lista
- Belize (parlamentáris monarchia)
  - Uralkodó - II. Erzsébet királynő, Belize királynője, (1981–2022)
  - Főkormányzó - Sir Colville Young (1993–2021), lista
  - Kormányfő - Manuel Esquivel (1993–1998), lista
- Bermuda (Az Egyesült Királyság tengerentúli területe)
  - Kormányzó - David Waddington (1992–1997), lista
  - Kormányfő - David Saul (1995–1997), lista
- Brit Virgin-szigetek (Az Egyesült Királyság tengerentúli területe)
  - Kormányzó - David Mackilligin (1993–1998), lista
  - Kormányfő - Ralph T. O'Neal (1995–2003), lista
- Costa Rica (köztársaság)
  - Államfő - José María Figueres (1994–1998), lista
- Dominikai Közösség (köztársaság)
  - Államfő - Crispin Sorhaindo (1993–1998), lista
  - Kormányfő - Edison James (1995–2000), lista
- Dominikai Köztársaság (köztársaság)
  - Államfő - 
    1. Joaquín Balaguer (1986–1996)
    2. Leonel Fernández (1996–2000), lista
- Salvador (köztársaság)
  - Államfő - Armando Calderón Sol (1994–1999), lista
- Grenada (parlamentáris monarchia)
  - Uralkodó - II. Erzsébet királynő, Grenada királynője, (1974–2022)
  - Főkormányzó - 
    1. Sir Reginald Palmer (1992–1996)
    2. Sir Daniel Williams (1996–2008), lista

  - Kormányfő - Keith Mitchell (1995–2008), lista
- Guatemala (köztársaság)
  - Államfő - 
    1. Ramiro de León Carpio (1993–1996)
    2. Álvaro Arzú (1996–2000), lista
- Haiti (köztársaság)
  - Államfő - 
    1. Jean-Bertrand Aristide (1994–1996)
    2. René Préval (1996–2001), lista

  - Kormányfő –
    1. Claudette Werleigh (1995–1996)
    2. Rosny Smarth (1996–1997), lista
- Holland Antillák (A Holland Királyság társult állama)
  - Uralkodó - Beatrix királynő, a Holland Antillák királynője, (1980–2010)
  - Kormányzó - Jaime Saleh (1990–2002), lista
  - Miniszterelnök - Miguel Arcangel Pourier (1994–1998), lista
- Honduras (köztársaság)
  - Államfő - Carlos Roberto Reina (1994–1998), lista
- Jamaica (parlamentáris monarchia)
  - Uralkodó - II. Erzsébet királynő, Jamaica királynője, (1962–2022)
  - Főkormányzó - Sir Howard Cooke (1991–2006), lista
  - Kormányfő - P. J. Patterson (1992–2006), lista
- Kajmán-szigetek (Az Egyesült Királyság tengerentúli területe)
  - Kormányzó - John Wynne Owen (1995–1999), lista
  - Kormányfő - Truman Bodden (1994–2000), lista
- Kanada (parlamentáris monarchia)
  - Uralkodó - II. Erzsébet királynő, Kanada királynője, (1952–2022)
  - Főkormányzó - Roméo LeBlanc (1995–1999), lista
  - Kormányfő - Jean Chrétien (1993–2003), lista
- Kuba (népköztársaság)
  - A kommunista párt főtitkára - Fidel Castro (1965–2011), főtitkár
  - Államfő - Fidel Castro (1976–2008), lista
  - Miniszterelnök - Fidel Castro (1959–2008), lista
- Mexikó (köztársaság)
  - Államfő - Ernesto Zedillo (1994–2000), lista
- Montserrat (Az Egyesült Királyság tengerentúli területe)
  - Kormányzó - Frank Savage (1993–1997), lista
  - Kormányfő - 
    1. Reuben Meade (1991–1996)
    2. Bertrand Osborne (1996–1997), lista
- Nicaragua (köztársaság)
  - Államfő - Violeta Chamorro (1990–1997), lista
- Panama (köztársaság)
  - Államfő - Ernesto Pérez Balladares (1994–1999), lista
- Saint Kitts és Nevis (parlamentáris monarchia)
  - Uralkodó - II. Erzsébet királynő, Saint Kitts és Nevis királynője, (1983–2022)
  - Főkormányzó - Sir Cuthbert Sebastian (1996–2013), lista
  - Kormányfő - Denzil Douglas (1995–2015), lista
  -  Nevis
    - Főkormányzó-helyettes – Eustace John (1994–2017)
    - Főminiszter – Vance Amory (1992–2006)
- Saint Lucia (parlamentáris monarchia)
  - Uralkodó - II. Erzsébet királynő, Szent Lucia királynője, (1979–2022)
  - Főkormányzó - 
    1. Sir Stanislaus James (1988–1996)
    2. Sir George Mallet (1996–1997), lista

  - Kormányfő - 
    1. John Compton (1982–1996)
    2. Vaughan Lewis (1996–1997), lista
- Saint-Pierre és Miquelon (Franciaország külbirtoka)
  - Prefektus - 
    1. René Maurice (1994–1996)
    2. Jean-François Carenco (1996–1997), lista

  - A Területi Tanács elnöke - 
    1. Gérard Grignon (1994–1996)
    2. Bernard Le Soavec (1996–2000), lista
- Saint Vincent és a Grenadine-szigetek (parlamentáris monarchia)
  - Uralkodó - II. Erzsébet királynő, Saint Vincent királynője, (1979–2022)
  - Főkormányzó - 
    1. Sir David Emmanuel Jack (1989–1996)
    2. Sir Charles Antrobus (1996–2002), lista

  - Kormányfő - Sir James Fitz-Allen Mitchell(1984–2000), lista
- Trinidad és Tobago (köztársaság)
  - Államfő - Noor Hassanali (1987–1997), lista
  - Kormányfő - Basdeo Panday (1995–2001), lista
- Turks- és Caicos-szigetek (Az Egyesült Királyság tengerentúli területe)
  - Kormányzó - 
    1. Martin Bourke (1993–1996)
    2. John Kelly (1996–2000), lista

  - Főminiszter - Derek Hugh Taylor (1995–2003), lista

## Ázsia
- Afganisztán (teokratikus állam)
- Afganisztán Iszlám Állam helyére Afganisztán Iszlám Emírség lépett
  - Államfő – Burhanuddin Rabbani (1992–2001), lista
  - Kormányfő – 
    1. Ahmad Sah Ahmadzai (1995–1996)
    2. Gulbuddin Hekmatyar (1996), lista

  - ( Tálibok) -
    - de facto államfő - Mohammed Omár (1996–2001), a Legfelsőbb Tanács elnöke
    - de facto kormányfő - Mohammad Rabbani (1996–2001), lista
- Bahrein (alkotmányos monarchia)
  - Uralkodó - II. Ísza emír (1961–1999)[10]
  - Kormányfő - Halífa ibn Szalmán Al Halífa, lista (1970–2020)[11]
- Banglades (köztársaság)
  - Államfő - 
    1. Abdur Rahman Biswas (1991–1996)
    2. Sáhábuddin Áhmed (1996–2001), lista

  - Kormányfő - 
    1. Khaleda Zia (1991–1996)
    2. Sheikh Hasina (1996–2001), lista
- Bhután (abszolút monarchia)
  - Uralkodó - Dzsigme Szingye Vangcsuk király (1972–2006)
- Brunei (abszolút monarchia)
  - Uralkodó - Hassanal Bolkiah, szultán (1967–)[12]
  - Kormányfő - Hassanal Bolkiah szultán (1984–), lista
- Dél-Korea (köztársaság)
  - Államfő - Kim Jongszam (1993–1998), lista
  - Kormányfő - I Szuszong (1995–1997), lista
- Egyesült Arab Emírségek (abszolút monarchia) -
  - Elnök - Zájed bin Szultán Ál Nahján (1971–2004), lista
  - Kormányfő - Maktúm bin Rásid Ál Maktúm (1990–2006), lista
  - Az egyes Emírségek uralkodói (lista):
    - Abu-Dzabi – Zájed bin Szultán Ál Nahján (1971–2004)
    - Adzsmán – Humajd ibn Rásid an-Nuajmi (1981–)
    - Dubaj – Maktúm bin Rásid Ál Maktúm (1990–2006)
    - Fudzsejra – Hamad ibn Muhammad as-Sarki (1974–)
    - Rász el-Haima – Szakr ibn Muhammad al-Kászimi (1948–2010)
    - Sardzsa – Szultán ibn Muhammad al-Kászimi (1987–)
    - Umm al-Kaivain – Rásid ibn Ahmad al-Mualla (1981–2009)
- Észak-Korea (népköztársaság)
  - A kommunista párt főtitkára - betöltetlen (1994–1997), főtitkár
  - Államfő - betöltetlen (1994–1998), Észak-Korea elnöke
  - De facto államfő - Kim Dzsongil (1993–2011),[13] országvezető
  - Kormányfő - Kang Szongszan (1992–1997), lista
- Fülöp-szigetek (köztársaság)
  - Államfő - Fidel V. Ramos (1992–1998), lista
- Hongkong (brit koronafüggőség)
  - Kormányzó - Chris Patten (1992–1997), lista
- India (köztársaság)
  - Államfő - Shankar Dayal Sharma (1992–1997), lista
  - Kormányfő - 
    1. P. V. Narasimha Rao (1991–1996)
    2. Atal Bihari Vajpayee (1996)
    3. Deve Gowda (1996–1997), lista
- Indonézia (köztársaság)
  - Államfő - Suharto (1967–1998), lista
- Irak (köztársaság)
  - Államfő - Szaddám Huszein (1979–2003), lista
  - Kormányfő - Szaddám Huszein (1994–2003), lista
- Irán (köztársaság)
  - Legfelső vallási vezető - Ali Hámenei (1989–), lista
  - Államfő - Akbar Hasemi Rafszandzsáni (1989–1997), lista
- Izrael (köztársaság)
  - Államfő - Ézer Weizman (1993–2000), lista
  - Kormányfő - 
    1. Simón Peresz (1995–1996)
    2. Benjámín Netanjáhú (1996–1999), lista
- Japán (parlamentáris monarchia)
  - Uralkodó - Akihito császár (1989–2019)
  - Kormányfő - 
    1. Murajama Tomiicsi (1994–1996)
    2. Hasimotó Rjutaró (1996–1998), lista
- Jemen (köztársaság)
  - Államfő - Ali Abdullah Szaleh (1978–2012),[14] lista
  - Kormányfő - Abdul Azíz Abdul Gáni (1994–1997), lista
- Jordánia (alkotmányos monarchia)
  - Uralkodó - Huszejn király (1952–1999)
  - Kormányfő -
    1. Zaid ibn Sáker (1995–1996)
    2. Abdul Karím al-Kabarití (1996–1997), lista
- Kambodzsa (parlamentáris monarchia)
  - Uralkodó - Norodom Szihanuk király (1993–2004)
  - Kormányfő - 
    - Norodom Ranarrid herceg (1993–1997) első miniszterelnök
    - Hun Szen (1985–2023) második miniszterelnök, lista
- Katar (abszolút monarchia)
  - Uralkodó - Hamad emír (1995–2013)
  - Kormányfő - 
    1. Hamad bin Halífa Ál Száni (1995–1996)
    2. Abdulláh bin Halífa Ál Száni (1996–2007), lista
- Kazahsztán (köztársaság)
  - Államfő - Nurszultan Nazarbajev (1990–2019),[15] lista
  - Kormányfő - Akezsan Kazsegeldin (1994–1997), lista
- Kína (népköztársaság)
  - A kommunista párt főtitkára - Csiang Cömin (1989–2002), főtitkár
  - Államfő - Csiang Cömin (1993–2003), lista
  - Kormányfő - Li Peng (1987–1998), lista
- Kirgizisztán (köztársaság)
  - Államfő - Aszkar Akajev (1990–2005),[16] lista
  - Kormányfő - Apasz Dzsumagulov (1993–1998), lista
- Kuvait (alkotmányos monarchia)
  - Uralkodó - III. Dzsáber emír (1977–2006),[17]
  - Kormányfő - Szaad al-Abdulláh al-Szálim asz-Szabáh (1978–2003),[17] lista
- Laosz (népköztársaság)
  - A kommunista párt főtitkára - Khamtaj Sziphandon (1992–2006), főtitkár
  - Államfő - Nuhak Phoumszavanh (1992–1998), lista
  - Kormányfő - Khamtaj Sziphandon (1991–1998), lista
- Libanon (köztársaság)
  - Államfő - Eliasz al-Hravi (1989–1998), lista
  - Kormányfő - Rafik Hariri (1992–1998), lista
- Makaó (Portugália tengerentúli területe)
  - Kormányzó - Vasco Joaquim Rocha Vieira (1991–1999), kormányzó
- Malajzia (parlamentáris monarchia)
  - Uralkodó - Jaafar szultán (1994–1999)
  - Kormányfő - Mahathir bin Mohamad (1981–2003), lista
- Maldív-szigetek (köztársaság)
  - Államfő - Maumoon Abdul Gayoom (1978–2008), lista
- Mianmar (köztársaság)
  - Államfő - Than Shwe (1992–2011), lista
  - Kormányfő - Than Shwe (1992–2003), lista
- Mongólia (köztársaság)
  - Államfő - Punszalmágín Ocsirbat (1990–1997), lista
  - Kormányfő - 
    1. Puncagiin Dzsaszraj (1992–1996)
    2. Mencajkháni Enkszajkhán (1996–1998), lista
- Nepál (alkotmányos monarchia)
  - Uralkodó - Bírendra király (1972–2001)
  - Kormányfő - Ser Bahadúr Deuba (1995–1997), lista
- Omán (abszolút monarchia)
  - Uralkodó - Kábúsz szultán (1970–2020)
  - Kormányfő - Kábúsz bin Száid al Száid (1972–2020), lista
- Pakisztán (köztársaság)
  - Államfő - Farúk Legári (1993–1997), lista
  - Kormányfő - 
    1. Benazír Bhutto (1993–1996)
    2. Malik Meradzs Kálíd (1996–1997), lista
- Palesztina (államiság nélküli adminisztratív hatóság)
  - Elnök - Jasszer Arafat (1994–2004), lista
- Srí Lanka (köztársaság)
  - Államfő - Chandrika Kumaratunga (1994–2005), lista
  - Kormányfő - Szirimávó Bandáranájaka (1994–2000), lista
- Szaúd-Arábia (abszolút monarchia)
  - Uralkodó - Fahd király (1982–2005)
  - Kormányfő - Fahd király (1982–2005)
- Szingapúr (köztársaság)
  - Államfő - Ong Teng Cheong (1993–1999), lista
  - Kormányfő - Go Csok-tong (1990–2004), lista
- Szíria (köztársaság)
  - Államfő - Hafez al-Aszad (1971–2000), lista
  - Kormányfő - Mahmoud Zuabi (1987–2000), lista
- Tajvan (köztársaság)
  - Államfő - Li Teng-huj (1988–2000), lista
  - Kormányfő - Lien Csan (1993–1997), lista
- Tádzsikisztán (köztársaság)
  - Államfő - Emomali Rahmon, lista (1992–)
  - Kormányfő - 
    1. Jamshed Karimov (1994–1996)
    2. Yahyo Azimov (1996–1999), lista
- Thaiföld (parlamentáris monarchia)
  - Uralkodó - Bhumibol Aduljadezs király (1946–2016)
  - Kormányfő - 
    1. Banharn Szilpa-Arcsa (1995–1996)
    2. Csavalit Jongcsajjudh (1996–1997), lista
- Törökország (köztársaság)
  - Államfő - Süleyman Demirel (1993–2000), lista
  - Kormányfő - 
    1. Tansu Çiller (1993–1996)
    2. Mesut Yılmaz (1996)
    3. Necmettin Erbakan (1996–1997), lista
- Türkmenisztán (köztársaság)
  - Államfő - Saparmyrat Nyýazow (1990–2006),[18] lista
- Üzbegisztán (köztársaság)
  - Államfő - Islom Karimov (1990–2016),[19] lista
  - Kormányfő - O‘tkir Sultonov (1995–2003), lista
- Vietnám (népköztársaság)
  - A kommunista párt főtitkára - Đỗ Mười (1991–1997), főtitkár
  - Államfő - Lê Đức Anh (1992–1997), lista
  - Kormányfő - Võ Văn Kiệt (1991–1997), lista

## Óceánia
- Amerikai Szamoa (Az Amerikai Egyesült Államok külterülete)
  - Kormányzó - A. P. Lutali (1993–1997), lista
- Ausztrália (parlamentáris monarchia)
  - Uralkodó - II. Erzsébet királynő, Ausztrália királynője, (1952–2022)
  - Főkormányzó - 
    1. Bill Hayden (1989–1996)
    2. Sir William Deane (1996–2001), lista

  - Kormányfő - 
    1. Paul Keating (1991–1996)
    2. John Howard (1996–2007), lista

  -  Karácsony-sziget (Ausztrália külterülete)
    - Adminisztrátor -
      1. Danny Ambrose Gillespie (1994–1996)
      2. Merrilyn Ann Chilvers (1996–1997)

  -  Kókusz (Keeling)-szigetek (Ausztrália külterülete)
    - Adminisztrátor -
      1. Martin Mowbray (1995–1996)
      2. Jarl Andersson (1996–1997)

  -  Norfolk-sziget (Ausztrália autonóm területe)
    - Adminisztrátor - Alan Gardner Kerr (1992–1997)
    - Kormányfő - Michael William King (1994–1997), lista
- Északi-Mariana-szigetek (Az USA külbirtoka)
  - Kormányzó - Froilan Tenorio (1994–1998), lista
- Fidzsi (köztársaság)
  - Államfő - Kamisese Mara (1993–2000), lista
  - Kormányfő - Sitiveni Rabuka (1992–1999), lista
- Francia Polinézia (Franciaország külterülete)
  - Főbiztos - Paul Roncière (1994–1997), lista
  - Kormányfő - Gaston Flosse (1991–2004), lista
- Guam (Az USA külterülete)
  - Kormányzó - Carl Gutierrez (1995–2003), lista
- Kiribati (köztársaság)
  - Államfő - Teburoro Tito (1994–2003), lista
- Marshall-szigetek (köztársaság)
  - Államfő - 
    1. Amata Kabua (1979–1996)
    2. Kunio Lemari (1996–1997), lista
- Mikronézia (köztársaság)
  - Államfő - Bailey Olter (1991–1997), lista
- Nauru (köztársaság)
  - Államfő -
    1. Lagumot Harris (1995–1996)
    2. Bernard Dowiyogo (1996)
    3. Kennan Adeang (1996)
    4. Ruben Kun (1996–1997), lista
- Nyugat-Szamoa (parlamentáris monarchia)
  - Uralkodó - Malietoa Tanumafili II, O le Ao o le Malo (1962–2007)
  - Kormányfő - Tofilau Eti Alesana (1988–1998), lista
- Palau (köztársaság)
  - Államfő - Kuniwo Nakamura (1993–2001),[20] lista
- Pápua Új-Guinea (parlamentáris monarchia)
  - Uralkodó - II. Erzsébet királynő, Pápua Új-Guinea királynője (1975–2022)
  - Főkormányzó - Sir Wiwa Korowi (1991–1997), lista
  - Kormányfő - Sir Julius Chan (1994–1997), lista
  -  Bougainville (autonóm terület)
  - Miniszterelnök – 
    1. Theodore Miriung (1995–1996)
    2. Gerard Sinato (1996–1998)
- Pitcairn-szigetek (Az Egyesült Királyság külbirtoka)
  - Kormányzó - Robert Alston (1994–1998), lista
- Salamon-szigetek (parlamentáris monarchia)
  - Uralkodó - II. Erzsébet királynő, a Salamon-szigetek királynője (1978–2022)
  - Főkormányzó - Sir Moses Pitakaka (1994–1999), lista
  - Kormányfő - Solomon Mamaloni (1994–1997), lista
- Tonga (alkotmányos monarchia)
  - Uralkodó - IV. Tāufaʻāhau Tupou király (1965–2006)[21]
  - Kormányfő - Baron Vaea (1991–2000), lista
- Tuvalu (parlamentáris monarchia)
  - Uralkodó - II. Erzsébet királynő, Tuvalu királynője (1978–2022)
  - Főkormányzó - Sir Tulaga Manuella (1994–1998), lista
  - Kormányfő - 
    1. Kamuta Latasi (1993–1996)
    2. Bikenibeu Paeniu (1996–1999), lista
- Új-Kaledónia (Franciaország külbirtoka)
  - Főbiztos - Dominique Bur (1995–1999), lista
- Új-Zéland (parlamentáris monarchia)
  - Uralkodó - II. Erzsébet királynő, Új-Zéland királynője (1952–2022)
  - Főkormányzó - 
    1. Dame Catherine Tizard (1990–1996)
    2. Sir Michael Hardie Boys (1996–2001), lista

  - Kormányfő - Jim Bolger (1990–1997), lista
  -  Cook-szigetek (Új-Zéland társult állama)
    - A királynő képviselője - Sir Apenera Short (1990–2000)
    - Kormányfő - Geoffrey Henry (1989–1999), lista

  -  Niue (Új-Zéland társult állama)
    - Kormányfő - Frank Lui (1993–1999), lista

  -  Tokelau-szigetek (Új-Zéland külterülete)
    - Adminisztrátor - Lindsay Watt (1993–2003)
    - Kormányfő -
      1. Kuresa Nasau (1995–1996)
      2. Pio Tuia (1996–1997), lista
- Vanuatu (köztársaság)
  - Államfő - Jean Marie Leye Lenelgau (1994–1999), lista
  - Kormányfő - 
    1. Serge Vohor (1995–1996)
    2. Maxime Carlot Korman (1996)
    3. Serge Vohor (1996–1998), lista
- Wallis és Futuna (Franciaország külterülete)
  - Főadminisztrátor - 
    1. Léon Alexandre LeGrand (1994–1996)
    2. Claude Pierret (1996–1998), lista

  - Területi Gyűlés elnöke - 
    1. Mikaele Tauhavili (1994–1996)
    2. Keleto Lakalaka (1996–1997), lista